# Clara Ng

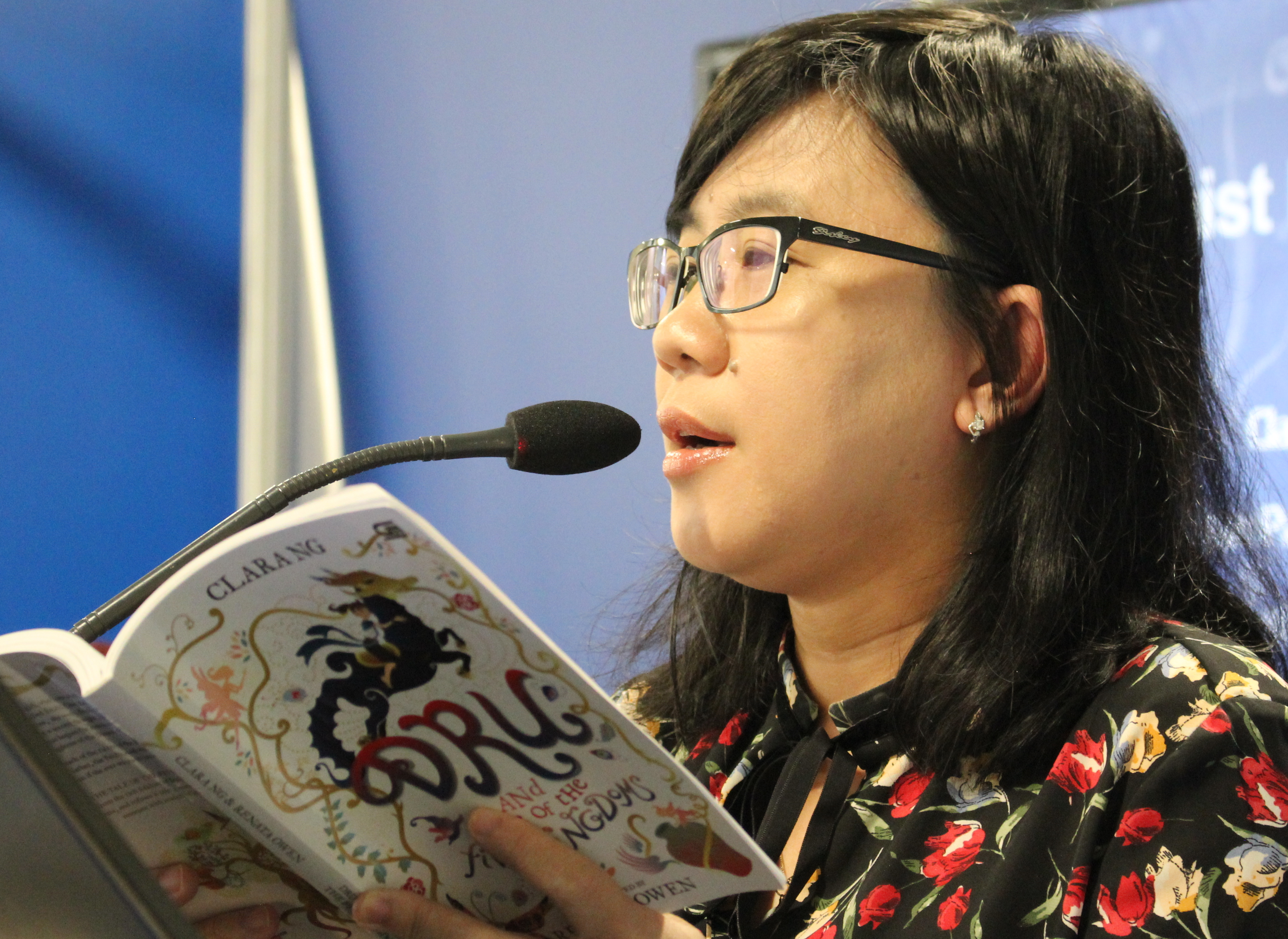
Clara Ng

Clara Ng, właśc. Clara Regina Juana (ur. 28 lipca 1973 w Dżakarcie) – indonezyjska autorka literatury dziecięcej i młodzieżowej.
Urodziła się w 1973 r. w Dżakarcie, gdzie spędziła dzieciństwo i młodość. Po ukończeniu szkoły średniej wyjechała do Stanów Zjednoczonych, aby kontynuować edukację na Ohio State University. W 1997 r. ukończyła kierunek komunikacja interpersonalna.
Jej dorobek pisarski obejmuje szereg powieści i opowiadań, ponad 20 książek dziecięcych oraz zbiory bajek. Pierwsza powieść pisarki, zatytułowana Tujuh Musim Setahun (2002), była komercyjnym fiaskiem, ale jej trylogia Indiana Chronicle spotkała się już z przychylnym odbiorem. Trzy spośród jej książek –   Rambut Pascal (2006), Warna Pelangi (2007) i Jangan Bilang Siapa-Siapa (2008) –  zdobyły nagrodę Adhikarya w kategorii Najlepsza książka dziecięca, przyznawaną przez Stowarzyszenie Wydawców Indonezyjskich (Ikatan Penerbit Indonesia – IKAPI).